# 너의 출입
"너의 출입"(Your going and coming)은 한국에서 제작된 이은천 감독의 2008년 드라마 영화이다. 유병선 등이 주연으로 출연하였다.

## 출연

### 주연
- 유병선
- 김나라
- 김기환

## 기타
- 프로듀서: 최명희
- 조명: 김현걸
- 조연출: 최영주
- 녹음: 성시흡
- 믹싱: 이주석